# Шилов, Григорий Иосифович
Григо́рий Ио́сифович Ши́лов (11 сентября 1916 — 17 декабря 1993 (в некоторых источниках неверно 1999)) — старшина Советской Армии, участник Великой Отечественной войны, Герой Советского Союза (1944). Механик-водитель танка 316-го танкового батальона, 30-я танковая бригада, 12-й танковый корпус, 3-я танковая армия, Воронежский фронт.

## Биография
Родился в селе Валерьяновка на территории современного Тяжинского района Кемеровской области в семье крестьянина. Русский. Окончил 7 классов, курсы трактористов, работал трактористом в колхозе, затем уехал в Красноярск, где продолжал трудиться шофёром.
В Красной Армии в 1937—1940 годах и в 1941—1945 годах, с июля 1941 года на фронтах Великой Отечественной войны. В 1942 году окончил ускоренный курс механиков-водителей танка Сормовского танкового училища, после — на передовой. Член КПСС с 1943 года. Воевал на Западном и Воронежских фронтах, отличился в январе — апреле 1943 года в боях за города Россошь, Чугуев, Харьков, Валки. В ходе Харьковской операции его танк прошел 1106 км, в том числе с боями — около 700 км. В них он уничтожил 7 противотанковых пушек, 2 тяжёлых орудия, 3 самоходки, 10 мотоциклов с колясками, 5 автомашин с грузами и более 500 солдат противника. Своим танком на поле боя шесть раз вытаскивал застрявшие танки своих боевых товарищей.
На высоте за селом Старая Ольховатка от прямого попадания танк загорелся. Тяжело раненный, Шилов был доставлен в госпиталь, но после излечения отказался идти в тыл и вернулся в свой полк. Не имея возможности водить танк из-за покалеченной руки, стал мотористом, а по сути инструктором обучения молодых механиков.
Указом Президиума Верховного Совета СССР «О присвоении звания Героя Советского Союза генералам, офицерскому, сержантскому и рядовому составу Красной Армии» от 10 января 1944 года за «образцовое выполнение боевых заданий командования на фронте борьбы с немецкими захватчиками и проявленные при этом отвагу и геройство» гвардии старшему сержанту Шилову Григорию Иосифовичу присвоено звание Героя Советского Союза с вручением ордена Ленина и медали «Золотая Звезда» (№ 2635).
В 1945 году демобилизован в звании старшины. Жил в Ленинграде, где и умер в 1993 году. Похоронен на Большеохтинском кладбище.
В 2008 году в Листвянской средней школе состоялось торжественное открытие мемориальной доски. Школьному краеведческому музею присвоили имя Героя Советского Союза Григория Иосифовича Шилова.